# Clézentaine
Clézentaine – miejscowość i gmina we Francji, w regionie Grand Est, w departamencie Wogezy.
Według danych na rok 1990 gminę zamieszkiwało 181 osób, a gęstość zaludnienia wynosiła 14 osób/km² (wśród 2335 gmin Lotaryngii Clézentaine plasuje się na 864. miejscu pod względem liczby ludności, natomiast pod względem powierzchni na miejscu 426.).